# Pitman (Familienname)
Pitman ist ein englischer Familienname.

## Herkunft und Bedeutung
Pitman ist ein Wohnstättenname, der auf die altenglischen Wörter pytt (deutsch: Grube) und mann (deutsch: Mann) zurückgeht; er bezeichnete also Personen, die in oder an einer Grube wohnten.

## Varianten
- Pittman

## Namensträger
- Benjamin Pitman (1822–1910), englisch-amerikanischer Schriftsteller und Holzschnitzer
- Bill Pitman (1920–2022), US-amerikanischer Gitarrist
- Brett Pitman (* 1988), Fußballspieler von Jersey
- Charles Wesley Pitman († 1871), US-amerikanischer Politiker
- Chris Pitman (* 1961), US-amerikanischer Rock-Keyboarder
- Dorothy Pitman Hughes (1938–2022), US-amerikanische Feministin, Journalistin und Buchautorin
- Edwin James George Pitman (1897–1993), australischer Mathematiker
- Frederick Pitman (1892–1963), britischer Ruderer
- Herbert Pitman (1877–1961), dritter Offizier der RMS Titanic
- Isaac Pitman (1813–1897), englischer Stenograf, Ausarbeiter einer Kurzschrift
- Jacob Pitman (1810–1890), australischer Architekt
- Joe Pitman (1924–2018), US-amerikanischer Gewichtheber
- Kirk Pitman (* 1981), neuseeländischer Beachvolleyballspieler
- Walter C. Pitman (1931–2019), US-amerikanischer Geophysiker